# Kyra Frosini
Kyra Frosini, född 1773, död 11 januari 1800, var en grekisk societetskvinna och frihetshjältinna. Hon blev tillsammans med sexton andra kvinnor från Ioannina avrättad för äktenskapsbrott genom att dränkas i sjön på order av den osmanska guvernören Ali Pascha av Tepelenë sedan hon haft en kärleksaffär med hans son. Hon uppfattades av grekerna som ett offer för osmanskt förtryck och det ansågs att hon i själva verket hade avrättats av politiska skäl. Hennes fall blev föremål för folksånger, dikter, opera och en film.